# Björn Berglund (konstnär)
Björn Olov Berglund, född 28 november 1920 i Karlstad, död där 22 mars 2008, var en svensk tecknare och grafiker.
Berglund studerade teckning i Stockholm 1947–1948 och har därefter medverkat i utställningen Unga tecknare på Nationalmuseum 1947, 1948 och 1950, samt ställt ut i konstnärsgruppen Det unga Linköping på Östergötlands museum 1947. Hans konst består av stilleben, landskap, stadsbilder och porträtt i blyerts, kol, rödkrita och bläck. 
Berglund är representerad vid Linköpings museum.